# Nordrügensche Boddenlandschaft
Nordrügensche Boddenlandschaft este o arie protejată (arie specială de conservare — SAC, sit de importanță comunitară — SCI) din Germania întinsă pe o suprafață de 11.134 ha, integral pe uscat.

## Localizare
Centrul sitului Nordrügensche Boddenlandschaft este situat la coordonatele 54°31′07″N 13°27′01″E / 54.5186°N 13.4503°E.

## Înființare
Situl Nordrügensche Boddenlandschaft a fost declarat sit de importanță comunitară în decembrie 1999 pentru a proteja 5 specii de animale. Situl a fost protejat și ca arie specială de conservare în august 2016.

## Biodiversitate
Situată în ecoregiunea continentală, aria protejată conține 18 habitate naturale: Lagune de coastă, Recifuri, Vegetație anuală la limita mareei, Vegetație perenă pe țărmurile stâncoase, Faleze cu vegetație de pe coastele atlantice și baltice, Pășuni atlantice udate de apa mării (Glauco-Puccinellietalia maritimae), Dune mobile de-a lungul țărmului cu Ammophila arenaria („dune albe”), Dune de coastă fixe cu vegetație erbacee („dune gri”), Dune cu Hyppophaë rhamnoides, Dune împădurite din regiunile atlantică, continentală și boreală, Depresiuni intradunale umede, Lacuri eutrofice naturale cu vegetație de tip Magnopotamion sau Hydrocharition, Pajiști uscate seminaturale și facies de acoperire cu tufișuri pe substraturi calcaroase (Festuco-Brometalia) (* situri importante pentru orhidee), Mlaștini calcaroase cu Cladium mariscus și specii de Caricion davallianae, Păduri de fag Luzulo-Fagetum, Păduri de fag Asperulo-Fagetum, Păduri pe pante, grohotișuri și ravene de Tilio-Acerion, Păduri aluvionare cu Alnus glutinosa și Fraxinus excelsior (Alno-Padion, Alnion incanae, Salicion albae).
La baza desemnării sitului se află mai multe specii protejate:
- mamifere (2): vidră de râu (Lutra lutra), focă obișnuită (Phoca vitulina)
- nevertebrate (1): Vertigo angustior
- pești (2): Lampetra fluviatilis, Petromyzon marinus